# Суска, Ярослав
Яросла́в Су́ска (пол. Jarosław Suska, род. 18 октября 1972 года в Люблине, Польша) — бывший польский профессиональный тхэквондист, выступал за сборную Польши в международной федерации тхэквондо. Многократный чемпион мира и Европы по тхэквондо. Польский мастер — VI дан. Ученик вице-президента Все Европейской Федерации Тхэквондо (AETF) Ежи Едута.

## Биография

### Ярослав и Таеквон-до
Ярослав Суска стал заниматься тхэквондо совершенно случайно. Он сопровождал своего друга, который хотел записаться на тхэквондо. К этому времени его брат (Мариуш Суска) занимался уже 1,5 года.
Однажды он вошёл в зал, где все растягивались, и он захотел показать шпагат своему другу. В это время мастер Ежи Едут заметил его и сказал всем посмотреть на него. После окончания тренировки мастер подошёл к Ярославу и сказал, что он может приступить к тренировкам через 2 недели, на что Суска ответил «да». Ровно через 2 недели он снова пришёл в этот зал, но на этот раз уже на свою первую тренировку. Это произошло 27 февраля 1985 года.

### Личная информация
Ярослав по профессии учитель физкультуры. Он работает в школе в Любартуве. Он также преподаёт тхэквондо с мастером Ежи Едутом в клубе «MKS Lewart Lubartów». Он счастливый муж и гордый отец двух детей, старшему — 7 лет, младшему — 4 года. Жену зовут Анита Пасек-Суска. Ярослав познакомился с ней в своём клубе. Очевидно, что в начале они были просто друзьями и Анита записалась на обучение через год после него. Они стали ближе в 1991 году, и поженились в 2002 году.

## Достижения
Ярослав Суска принял участие в 124 турнирах за время своей карьеры в тхэквондо.

### Чемпионат Мира
| Год  | Место проведения           | Результат                   |
| ---- | -------------------------- | --------------------------- |
| 1990 | Монреаль, Канада           | 3-е — спарринг              |
| 1997 | Санкт-Петербург, Россия    | 2-е — тхыль                 |
| 1999 | Буэнос-Айрес, Аргентина    | 3-е — тхыль                 |
| 2001 | Рим, Италия                | 1-е — тхыль                 |
| 2003 | Варшава, Польша            | 3-е — тхыль                 |
| 2005 | Дортмунд, Германия         | 1-е — тхыль                 |
| 2007 | Квебек, Канада             | 1-е — тхыль                 |
| 2007 | Квебек, Канада             | 1-е — командный тхыль       |
| 2007 | Квебек, Канада             | 2-е — командная спецтехника |
| 2009 | Мар-дель-Плата, Аргентина  | 1-е — тхыль                 |
| 2009 | Мар-дель-Плата, Аргентина  | 1-е — командный тхыль       |
| 2009 | Мар-дель-Плата, Аргентина  | 2-е — командная спецтехника |
| 2011 | Веллингтон, Новая Зеландия | 1-е — тхыль                 |
| 2011 | Веллингтон, Новая Зеландия | 2-е — командный тхыль       |
| 2011 | Веллингтон, Новая Зеландия | 2-е — командная спецтехника |
| 2011 | Веллингтон, Новая Зеландия | 2-е — командная сила удара  |
| 2013 | Бенидорм, Испания          | 1-е — тхыль                 |

### Чемпионат Европы
| Год  | Место проведения      | Результат                   |
| ---- | --------------------- | --------------------------- |
| 1990 | Давос, Швейцария      | 2-е — спарринг              |
| 1990 | Давос, Швейцария      | 2-е — тхыль                 |
| 1991 | Рединг, Англия        | 1-е — командный тхыль       |
| 1992 | Кошалин, Польша       | 1-е — тхыль                 |
| 1993 | Гронинген, Нидерланды | 1-е — тхыль                 |
| 1993 | Гронинген, Нидерланды | 2-е — спарринг              |
| 1993 | Гронинген, Нидерланды | 3-е — командный тхыль       |
| 1993 | Гронинген, Нидерланды | 3-е — командная спецтехника |
| 1994 | Люблин, Польша        | 1-е — тхыль                 |
| 1994 | Люблин, Польша        | 1-е — командный спарринг    |
| 1994 | Люблин, Польша        | 1-е — командный тхыль       |
| 1995 | Кёльн, Германия       | 1-е — тхыль                 |
| 1996 | Риччоне, Италия       | 1-е — тхыль                 |
| 1996 | Риччоне, Италия       | 3-е — командный тхыль       |
| 1997 | Зрече, Словения       | 1-е — командный тхыль       |
| 1998 | Салоники, Греция      | 1-е — тхыль                 |
| 1998 | Салоники, Греция      | 1-е — командный тхыль       |
| 1998 | Салоники, Греция      | 2-е — командный спарринг    |
| 1999 | Риччоне, Италия       | 1-е — тхыль                 |
| 2000 | Эдинбург, Шотландия   | 1-е — тхыль                 |
| 2000 | Эдинбург, Шотландия   | 3-е — спарринг              |
| 2001 | Бенидорм, Испания     | 1-е — тхыль                 |
| 2002 | Подебрады, Чехия      | 1-е — тхыль                 |
| 2003 | Риека, Хорватия       | 1-е — тхыль                 |
| 2004 | Тампере, Финляндия    | 1-е — тхыль                 |
| 2005 | Террачина, Италия     | 1-е — тхыль                 |
| 2006 | Констанца, Румыния    | 1-е — тхыль                 |
| 2006 | Констанца, Румыния    | 1-е — командный тхыль       |
| 2007 | Попрад, Словакия      | 1-е — тхыль                 |
| 2007 | Попрад, Словакия      | 2-е — командный тхыль       |
| 2007 | Попрад, Словакия      | 3-е — командная спецтехника |
| 2008 | Вроцлав, Польша       | 1-е — тхыль                 |
| 2008 | Вроцлав, Польша       | 1-е — командный тхыль       |
| 2008 | Вроцлав, Польша       | 3-е — командная спецтехника |
| 2009 | Бенидорм, Испания     | 1-е — тхыль                 |
| 2009 | Бенидорм, Испания     | 3-е — командная спецтехника |
| 2010 | Шёвде, Швеция         | 2-е — тхыль                 |
| 2010 | Шёвде, Швеция         | 1-е — командная спецтехника |
| 2010 | Шёвде, Швеция         | 2-е — командный тхыль       |
| 2011 | Братислава, Словакия  | 1-е — тхыль                 |
| 2011 | Братислава, Словакия  | 2-е — командный тхыль       |
| 2011 | Братислава, Словакия  | 3-е — командная сила удара  |
| 2012 | Марибор, Словения     | 1-е — тхыль                 |
| 2012 | Марибор, Словения     | 2-е — командный тхыль       |
| 2013 | Шёвде, Швеция         | 1-е — тхыль                 |

### Чемпионат Польши
| Год  | Место проведения  | Результат                |
| ---- | ----------------- | ------------------------ |
| 1988 | Люблин            | 1-е — спарринг           |
| 1989 | Люблин            | 1-е — спарринг           |
| 1989 | Люблин            | 1-е — тхыль              |
| 1989 | Люблин            | 2-е — командный спарринг |
| 1990 | Цеханув           | 2-е — тхыль              |
| 1990 | Цеханув           | 2-е — командный тхыль    |
| 1990 | Цеханув           | 2-е — спарринг           |
| 1990 | Цеханув           | 2-е — командный спарринг |
| 1991 | Люблин            | 2-е — тхыль              |
| 1991 | Люблин            | 3-е — спарринг           |
| 1991 | Люблин            | 3-е — командный спарринг |
| 1992 | Кошалин           | 1-е — тхыль              |
| 1993 | Слаские Стороны   | 1-е — тхыль              |
| 1993 | Слаские Стороны   | 1-е — командный тхыль    |
| 1994 | Вроцлав           | 1-е — тхыль              |
| 1994 | Вроцлав           | 3-е — командный спарринг |
| 1995 | Щетинки           | 1-е — тхыль              |
| 1995 | Щетинки           | 3-е — спарринг           |
| 1995 | Щетинки           | 2-е — командный тхыль    |
| 1995 | Щетинки           | 2-е — командный спарринг |
| 1996 | Любартув          | 1-е — тхыль              |
| 1996 | Любартув          | 1-е — командный тхыль    |
| 1996 | Любартув          | 2-е — командный спарринг |
| 1997 | Люблин            | 1-е — тхыль              |
| 1997 | Люблин            | 1-е — спарринг           |
| 1997 | Люблин            | 1-е — командный тхыль    |
| 1997 | Люблин            | 2-е — командный спарринг |
| 1998 | Люблин            | 1-е — тхыль              |
| 1998 | Люблин            | 2-е — командный спарринг |
| 1998 | Люблин            | 2-е — спарринг           |
| 1998 | Люблин            | 1-е — командный тхыль    |
| 1999 | Ольштын           | 1-е — тхыль              |
| 1999 | Ольштын           | 3-е — спарринг           |
| 1999 | Ольштын           | 3-е — командный спарринг |
| 2000 | Бжег-Дольны       | 1-е — спарринг           |
| 2000 | Бжег-Дольны       | 3-е — тхыль              |
| 2000 | Бжег Дольны       | 1-е — командный тхыль    |
| 2001 | Люблин            | 2-е — спарринг           |
| 2001 | Люблин            | 2-е — тхыль              |
| 2001 | Люблин            | 2-е — командный тхыль    |
| 2001 | Люблин            | 1-е — командный спарринг |
| 2002 | Глубока           | 1-е — тхыль              |
| 2002 | Глубока           | 1-е — командный тхыль    |
| 2002 | Глубока           | 1-е — командный спарринг |
| 2003 | Любартув          | 1-е — тхыль              |
| 2003 | Любартув          | 1-е — командный тхыль    |
| 2004 | Люблин            | 1-е — тхыль              |
| 2004 | Люблин            | 1-е — командный тхыль    |
| 2004 | Люблин            | 3-е — командный спарринг |
| 2005 | Велюнь            | 1-е — тхыль              |
| 2005 | Велюнь            | 1-е — командный тхыль    |
| 2006 | Кельце            | 1-е — тхыль              |
| 2006 | Кельце            | 1-е — командный тхыль    |
| 2006 | Кельце            | 2-е — командный спарринг |
| 2007 | Бяла-Подляска     | 1-е — тхыль              |
| 2007 | Бяла-Подляска     | 1-е — командный тхыль    |
| 2007 | Бяла-Подляска     | 1-е — командный спарринг |
| 2008 | Радзынь-Подляский | 1-е — тхыль              |
| 2008 | Радзынь-Подляский | 1-е — командный тхыль    |
| 2008 | Радзынь-Подляский | 1-е — командный спарринг |
| 2009 | Ченстохова        | 1-е — тхыль              |
| 2009 | Ченстохова        | 1-е — командный спарринг |
| 2010 | Ольштын           | 1-е — тхыль              |
| 2011 | Рыбник            | 1-е — тхыль              |

### Аттестации на чёрные пояса
| Пояс    | Дата проведения | Место проведения | Председатель группы экспертов |
| ------- | --------------- | ---------------- | ----------------------------- |
| I Дан   | 21 мая 1989     | Варшава          | Чой Джун Хва                  |
| II Дан  | 23 июня 1991    | Варшава          | Ким Чен Су                    |
| III Дан | 7 мая 1994      | Варшава          | Ким Чен Су                    |
| IV Дан  | 27 октября 1996 | Варшава          | Чхве Хон Хи                   |
| V Дан   | 17 декабря 2005 | Люблин           | Виллем Якоб Бос               |
| VI Дан  | 12 декабря 2010 | Люблин           | Лан Унг Ким                   |